# ارتباط‌شناسی (کتاب)
ارتباط‌شناسی کتابی از مهدی محسنیان راد است که در سال ۱۳۶۹ از سوی انتشارات سروش منتشر شد و تا سال ۱۳۹۸ به چاپ نوزدهم رسید. این کتاب به انواع ارتباطات انسان با انسان، حیوان و ماشین و خصوصاً به ارتباطات انسانی اعم از کلامی و غیرکلامی می‌پردازد. حمید مولانا و کاظم معتمدنژاد بر این کتاب مقدمه نوشته‌اند.

## محتوا
نویسنده در این کتاب سعی می‌کند بر پایه تحقیقات میدانی خود، تعریفی از ارتباط ارائه کند و با توجه به این تعریف، مدل ویژه‌ای از ارتباط به دست دهد.

## نقد
مصطفی همدانی نقد مفصلی بر این کتاب نوشت و برای این نقد، در سیزدهمین دورهٔ جشنواره نقد کتاب به‌عنوان شایسته تقدیر معرفی شد. همدانی در این نقد به ده‌ها اشکال ویرایشی و املایی، ضعف تنظیم و بخش‌بندی منطقی مطالب، اشکال روش‌شناختی در برخی آزمایش‌های تجربی و عدم رعایت شاخص‌های پیمایش صحیح، ضعف تحلیلی در فرایند تعریف ارتباط و ضعف مدل در مقوله ارتباط انسان با خود اشاره می‌کند.